# Commutació (química)
|  | Per a altres significats, vegeu «Commutació (desambiguació)». |

En química, s'anomena  commutació  o  comproporció  al procés químic on un element passa de tenir dos estats d'oxidació diferents a un únic estat d'oxidació. Així el mateix element és oxidat i reduït dins de la mateixa reacció.

## Exemples
Un exemple és la termòlisi del nitrit d'amoni on el nitrogen passa dels estats d'oxidació +3 i -3 a un intermedi 0:
NH₄NO₂ → N₂ + 2 H₂O
El procés de Claus, on s'oxida l'àcid sulfhídric amb diòxid de sofre per a obtenir sofre elemental, seria un altre exemple:
2 H₂S + SO₂ → 2 H₂O + 3 S
Com a producte no només es poden formar elements en estat d'oxidació 0 sinó que també es pot aprofitar en la síntesi d'alguns compostos. Així el clorur de coure (II) reacciona amb coure metall donant el clorur de coure (I). Aquesta reacció és afavorida per la baixa solubilitat de la sal formada:
Cu + CuCl₂ → 2 CuCl